# Мегура (Бучум, Алба)
Мегура (рум. Măgura) — село у повіті Алба в Румунії. Входить до складу комуни Бучум.
Село розташоване на відстані 306 км на північний захід від Бухареста, 38 км на північний захід від Алба-Юлії, 68 км на південний захід від Клуж-Напоки.

## Населення
За даними перепису населення 2002 року у селі проживали 27 осіб, усі — румуни. Усі жителі села рідною мовою назвали румунську.